# Rodolphe Kreutzer
Rodolphe Kreutzer (ur. 16 listopada 1766 w Wersalu, zm. 6 stycznia 1831 w Genewie) – francuski skrzypek, kompozytor, nauczyciel i dyrygent.

## Życiorys
Pierwsze lekcje muzyki pobierał u swojego ojca, potem jego nauczycielem był Anton Stamitz. Od założenia Konserwatorium Paryskiego w 1795 roku do 1826 roku prowadził tam klasę skrzypiec. Najbardziej znanym z jego dzieł jest zbiór etiud skrzypcowych 42 études ou caprices. Ludwig van Beethoven, po konflikcie z George’em Bridgetowerem w 1803, zadedykował Kreutzerowi swoją sonatę skrzypcową nr 9 op. 47 (tzw. Sonata Kreutzerowska). Odznaczony Legią Honorową w stopniu kawalera (1821).
Razem z Pierre’em Rode’em i Pierre’em Baillotem uznawany jest za założyciela francuskiej szkoły skrzypcowej.